# Phare de Fidra
Pour les articles homonymes, voir Fastnet.
Le phare de Fidra est un phare maritime construit sur l'île inhabitée de Fidra dans l'estuaire de Firth of Forth, à environ 4 km au nord-ouest de North Berwick dans l'ancien comté de Lothian au sud-est de l'Écosse.
Ce phare était géré par le Northern Lighthouse Board (NLB) à Édimbourg, l'organisation de l'aide maritime des côtes de l'Écosse. Il est maintenant sous le contrôle des autorités portuaires de Forth Ports (en) depuis 2013.

## Histoire
Ce phare a été conçu et réalisé par les ingénieurs écossais du Northern Lighthouse Board Thomas Stevenson  et David Alan Stevenson  en 1885. C'est une tour ronde de 17 m de haut, avec galerie et lanterne. L'édifice est blanc avec une bande horizontale brune sous la lanterne noire. Il émet, à 34 m au-dessus de la mer, quatre flashs blancs espacés de 2.7 secondes toutes les 30 secondes. Le phare est placé au coin nord-ouest de l'île et est accessible seulement par bateau.
L'île aurait servi d'inspiration pour le livre L'île au Trésor de Stevenson. Comme Bass Rock, Fidra est un site de nidification importante pour des oiseaux de mer géré par la Royal Society for the Protection of Birds, c'est la Fidra Nature Reserve
Identifiant : ARLHS : SCO-080 - Amirauté : A2868 - NGA : 2352.

### Lien connexe
- Liste des phares en Écosse